# Greatest Hits (Ramones)
Greatest Hits è una raccolta di canzoni della band punk Ramones, edito dalla Rhino Records.

## Tracce
1. Blitzkrieg Bop
2. Beat On The Brat
3. Judy Is A Punk
4. I Wanna Be Your Boyfriend
5. Sheena Is a Punk Rocker
6. Pinhead
7. Commando
8. Rockaway Beach
9. We're A Happy Family
10. Cretin Hop
11. Teenage Lobotomy
12. I Wanna Be Sedated
13. I Just Want To Have Something To Do
14. Rock 'n' Roll High School
15. Baby, I Love You
16. Do You Remember Rock 'n' Roll Radio?
17. The KKK Took My Baby Away
18. Outsider
19. Pet Sematary
20. Wart Hog

## Componenti
- Joey Ramone - voce
- Johnny Ramone - chitarra
- Dee Dee Ramone - basso e voce
- C.J. Ramone - basso e voce
- Marky Ramone - batteria
- Tommy Ramone - batteria
- Richie Ramone - batteria e voce d'accompagnamento